# Dresden-Wrocław-Express
| Kursbuchstrecke (DB): | 230                                   |                                |                                |
| Streckenlänge: | 280 km                                |                                |                                |
| |                                       |                                |                                |
| Verkehrsunternehmen: | DB Regio und Przewozy Regionalne (PR) |                                |                                |
| Bundesland (D): | Sachsen                               |                                |                                |
| Woiwodschaft (PL): | Niederschlesien                       |                                |                                |
| Zuglauf |                                       |                                |                                |
| \| \| \| Dresden Hbf \| ICE, EC, IC, RE, RB, S \| \| \| \| Dresden Mitte \| RE, RB, S \| \| \| \| Dresden-Neustadt \| ICE, EC, IC, RE, RB, S \| \| \| \| Dresden-Klotzsche \| RE, RB, S \| \| \| \| Radeberg \| RE, RB \| \| \| \| Arnsdorf (b Dresden) \| RE, RB \| \| \| \| Bischofswerda \| RE, RB, OE \| \| \| \| Bautzen \| RE, RB, OE \| \| \| \| Löbau (Sachs) \| RE, RB, OE \| \| \| \| Görlitz \| RE, RB, OE, KD \| \| \| \| Staatsgrenze Deutschland/Polen \| \| \| \| \| Zgorzelec \| KD \| \| \| \| Zgorzelec Miasto \| R, KD \| \| \| \| Pieńsk \| R, KD \| \| \| \| Węgliniec \| R, KD \| \| \| \| Bolesławiec \| KD \| \| \| \| Chojnów \| KD \| \| \| \| Legnica \| R, KD \| \| \| \| Wrocław-Leśnica \| KD \| \| \| \| Wrocław Nowy Dwór \| KD \| \| \| \| Wrocław Główny \| EIC, IC, TLK, IR, R, KD \| |                                       |                                |                                |
| Kopfbahnhof Streckenanfang |                                       | Dresden Hbf                    | ICE, EC, IC, RE, RB, S         |
| Bahnhof |                                       | Dresden Mitte                  | RE, RB, S                      |
| Bahnhof |                                       | Dresden-Neustadt               | ICE, EC, IC, RE, RB, S         |
| Bahnhof |                                       | Dresden-Klotzsche              | RE, RB, S                      |
| Bahnhof |                                       | Radeberg                       | RE, RB                         |
| Bahnhof |                                       | Arnsdorf (b Dresden)           | RE, RB                         |
| Bahnhof |                                       | Bischofswerda                  | RE, RB, OE                     |
| Bahnhof |                                       | Bautzen                        | RE, RB, OE                     |
| Bahnhof |                                       | Löbau (Sachs)                  | RE, RB, OE                     |
| Bahnhof |                                       | Görlitz                        | RE, RB, OE, KD                 |
| Grenze |                                       | Staatsgrenze Deutschland/Polen | Staatsgrenze Deutschland/Polen |
| Bahnhof |                                       | Zgorzelec                      | KD                             |
| Haltepunkt / Haltestelle |                                       | Zgorzelec Miasto               | R, KD                          |
| Bahnhof |                                       | Pieńsk                         | R, KD                          |
| Bahnhof |                                       | Węgliniec                      | R, KD                          |
| Bahnhof |                                       | Bolesławiec                    | KD                             |
| Bahnhof |                                       | Chojnów                        | KD                             |
| Bahnhof |                                       | Legnica                        | R, KD                          |
| Bahnhof |                                       | Wrocław-Leśnica                | KD                             |
| Bahnhof |                                       | Wrocław Nowy Dwór              | KD                             |
| Kopfbahnhof Streckenende |                                       | Wrocław Główny                 | EIC, IC, TLK, IR, R, KD        |

Der Dresden-Wrocław-Express war ein grenzüberschreitender Regional-Express von DB Regio und Przewozy Regionalne, der als internationale Zugverbindung die sächsische Landeshauptstadt Dresden mit der niederschlesischen Woiwodschaftshauptstadt Breslau verband. Auf seiner Fahrt bediente er unter anderem die Bahnhöfe Dresden-Neustadt, Bautzen, Görlitz, Zgorzelec, Zgorzelec Miasto, Węgliniec, Bolesławiec und Legnica.
Infolge nicht mehr bereit gestellter Finanzierung durch die Woiwodschaft Niederschlesien wurde der Verkehr auf polnischer Seite – und damit das grenzüberschreitende Verkehrsangebot – ab 1. März 2015 eingestellt.
Vom 13. Dezember 2015 an wurde die Verbindung in Kooperation mit Koleje Dolnośląskie als Trilex-Express nochmals für drei Fahrplanjahre angeboten. Der bisherige Name „Dresden-Wrocław-Express“ wurde für die seitdem deutlich langsamere, teilweise alle Unterwegsbahnhöfe bedienende Verbindung nicht mehr kommuniziert.

## Geschichte

### 2008–2014

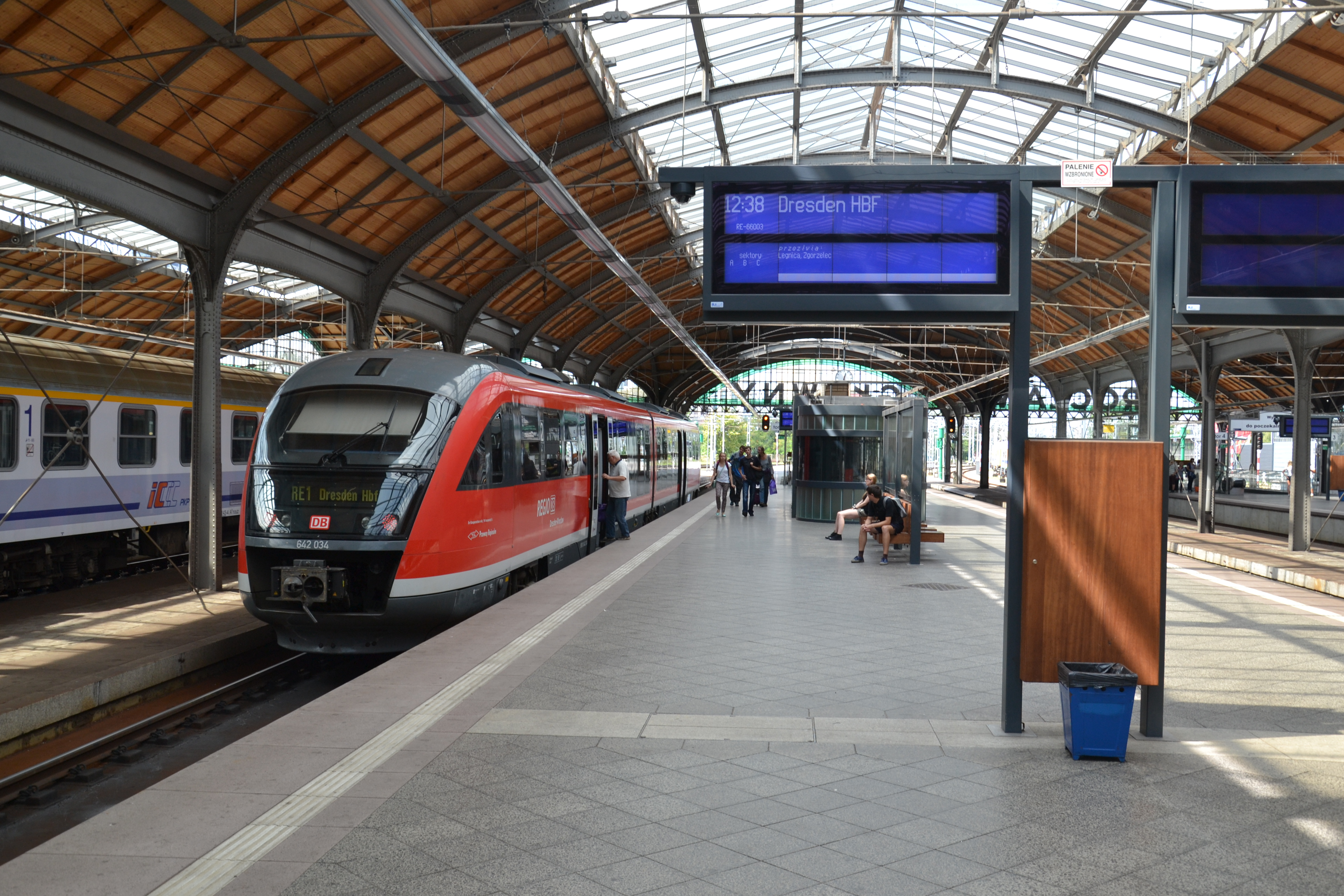
Dresden-Wrocław-Express in Wrocław Główny (2014)

Der RE 1 nahm seinen Betrieb zum Fahrplanwechsel am 14. Dezember 2008 auf. Jedoch verkehrte er vorerst nur zwischen Dresden und Görlitz, da die Triebwagen noch nicht umgebaut und für den Betrieb im polnischen Netz zugelassen waren. Der erste durchgängige fahrplanmäßige Zug von Dresden nach Breslau startete am 1. März 2009. Er benötigte etwa drei Stunden und 33 Minuten. Seit seiner Einführung steigt die Zahl der Reisenden zwischen Dresden und Breslau. Nutzten im Jahr 2008 rund 12.000 Fahrgäste die grenzüberschreitende Umsteigeverbindung, konnte mit der Direktverbindung die Zahl der Reisenden im Zeitraum 1. März 2009 bis 1. März 2010 auf 46.000 gesteigert werden. Im September 2009 wurde in der Presse gemeldet, dass der Betreiber des Zuges auf dem polnischen Streckenabschnitten – die Przewozy Regionalne – eine Verlängerung des RE 100 bis Opole (Oppeln) plante. Dieses nicht realisierte Vorhaben basierte auf dem Wunsch der der deutschen Minderheit, wieder eine direkte Zugverbindung nach Deutschland zu erhalten.
Ab dem 12. Dezember 2010 verkürzte sich die Reisezeit um circa 15 Minuten, sodass der Zug nur noch etwa drei Stunden und 15 Minuten unterwegs war.
Im zweiten Betriebsjahr stieg die Fahrgastzahl erneut deutlich um über 20 % auf ca. 56.000 Fahrgäste pro Jahr.
2011 legten die Fahrgastzahlen 8 % zu. Insgesamt verkehrten 4.665 Fahrgäste mehr als im Vorjahr mit diesem Zug. Im gesamten Jahr überquerten 59.631 Fahrgästen die Grenze bei Görlitz mit diesem Zug.
Ab dem Fahrplanwechsel im Dezember 2012 wurde der RE 100 in die Linie des RE 1 Dresden Hbf – Görlitz integriert, indem drei Zugpaare von Görlitz nach Breslau verlängert wurden. Der Zug hielt somit auch an weiteren Unterwegsbahnhöfen. Bereits im Rahmen der Landesgartenschau in Löbau 2012 wurde ein Halt des Regionalexpress in Löbau eingerichtet.
Ab dem 14. Dezember 2014 erbrachte die Vogtlandbahn (heute „Die Länderbahn“) unter dem Namen trilex die Verkehrsleistungen auf der Linie. Aufgrund einer fehlenden Zulassung der Fahrzeuge der Vogtlandbahn für Polen fuhr DB Regio die grenzüberschreitenden Fahrten als Subunternehmer. Die Züge fuhren seitdem auf deutscher Seite als TLX, die Zuggattung auf polnischer Seite war weiterhin ein RE.

### 2015–2018
Am 20. Februar 2015 wurde bekanntgegeben, dass die Verbindung zum 1. März desselben Jahres nach sechs Jahren ersatzlos eingestellt wird. Grund dafür sind Kürzungen der Gelder für den Betrieb der Linie auf polnischer Seite. Die durchgängigen Züge waren von den beiden beteiligten deutschen Verkehrsverbünden ZVON und VVO bis Dezember 2018 bestellt worden. Ein Ersatz war nicht eingerichtet worden, sodass der Weg zwischen den beiden Grenzbahnhöfen zu Fuß oder mit dem Stadtbus zurückgelegt werden musste. Zu denselben Abfahrtszeiten des ehemaligen Dresden-Wrocław-Expresses fuhren auf deutscher Seite weiterhin die Züge des TLX 1 auf der Verbindung Dresden–Görlitz.
Medien berichteten am 11. September 2015, dass eine erneute Betriebsaufnahme für das Fahrplanjahr 2016 geplant sei. Das Auswärtige Amt teilte hingegen am selben Tag lediglich mit, „dass die Verhandlungen zur Wiederaufnahme der Direktverbindung Dresden-Breslau ab Fahrplanwechsel 2015 weit fortgeschritten sind“. Am 6. November 2015 teilten die beteiligten Akteure auf deutscher Seite gemeinsam mit, dass zwischenzeitlich ein entsprechender „Vertragsentwurf zwischen DB Regio und dem polnischen Verkehrsunternehmen Koleje Dolnośląskie (KD) endverhandelt wurde“ und dass die Vertragsunterzeichnung nunmehr erwartet wird. Der durchgängige Verkehr zwischen Dresden und Breslau wurde am 13. Dezember 2015 wieder aufgenommen; DB Regio stellt demnach wieder die Fahrzeuge bereit und verkehrt auf deutscher Seite als Subunternehmer der Länderbahn, auf polnischer Seite als Partner der (KD). Polnischen Medien zufolge sollte der Vertrag zur Fahrzeugüberlassung zwischen DB Regio Südost und der KD unterzeichnet werden, sobald die vergaberechtlich notwendige Einspruchsfrist abgelaufen ist, und sollte dann für drei Jahre bis zum Fahrplanwechsel im Dezember 2018 gelten. Am 9. Dezember 2015 wurden die notwendigen Verträge dann tatsächlich unterschrieben.
Die polnische Seite wendete für die Anmietung der Fahrzeuge von DB Regio über drei Jahre insgesamt 21,860 Mio. Złoty  auf.
Seit dem Fahrplanwechsel im Dezember 2016 wurde die Linie auf der deutschen Seite wieder als RE1 bezeichnet, in Polen als D10.
Zum Fahrplanwechsel am 9. Dezember 2018 wurde die Verbindung auf die Relation Dresden–Węgliniec verkürzt und damit faktisch aufgegeben. In Węgliniec besteht seitdem jeweils Anschluss an einen Regionalzug der Koleje Dolnośląskie (KD) von und nach Breslau. Grund dafür war – neben dem ohnehin auslaufenden Vertrag – die Weigerung der polnischen Vertragspartner, weiterhin Dieseltriebwagen auf einer für 160 km/h ausgebauten Strecke unter Fahrleitung fahren zu lassen.
Seit der Aufnahme des elektrischen Betriebs am 15. Dezember 2019 auf der Bahnstrecke Węgliniec–Görlitz bis zur Staatsgrenze in Zgorzelec verkehren die Züge der Linie TLX1 nur noch von Dresden Hbf bis Zgorzelec. Die Regionalverbindungen der Linie D10 der KD von Zgorzelec nach Wrocław werden seitdem mit modernen elektrischen Triebzügen gefahren, die auf der dafür ausgebauten Strecke eine Höchstgeschwindigkeit von 160 km/h erreichen. In Zgorzelec ist für die Reisenden ein niveaugleicher und barrierefreier Übergang zwischen den Zügen realisiert.

## Betrieb

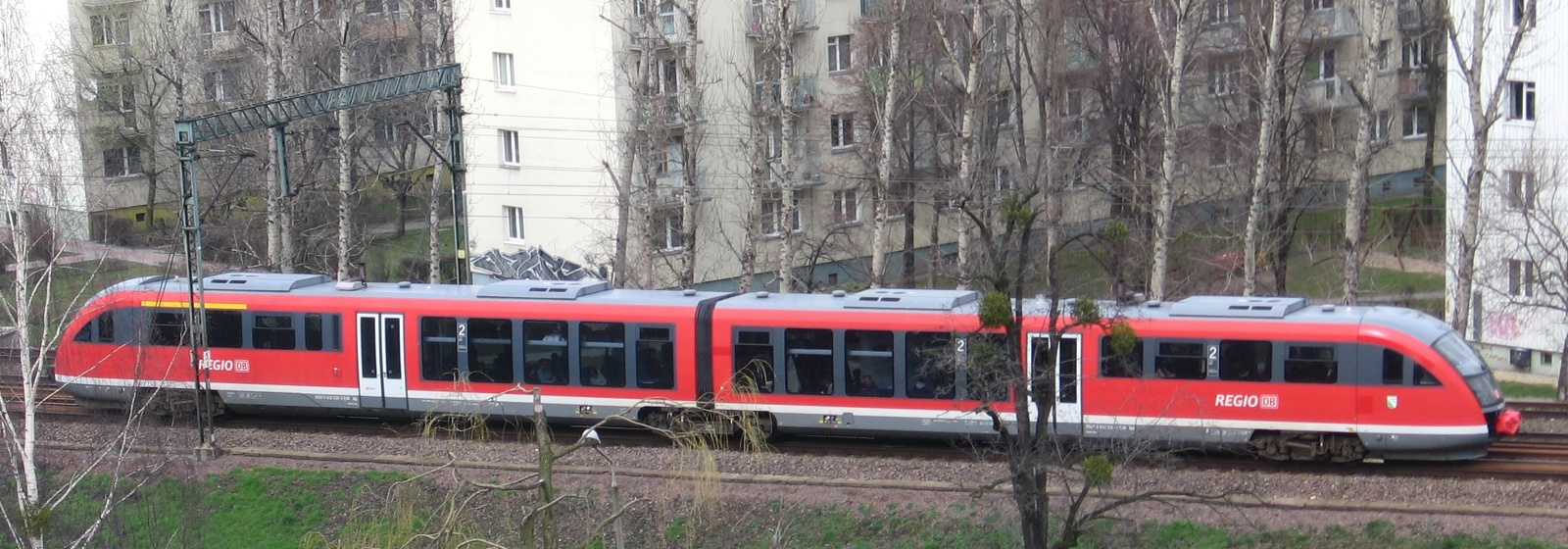
Triebwagen der Baureihe 642 in Breslau

Täglich verkehrten bis 1. März 2015 drei Zugpaare des TLX/RE 1 von Dresden über Görlitz hinaus nach Breslau und zurück. Die nach Polen verlängerten Züge waren seit dem Fahrplanwechsel im Dezember 2012 in den Zweistundentakt des TLX/RE 1 Dresden–Görlitz integriert. Zuvor verkehrten die drei Zugpaare Dresden–Görlitz–Breslau zusätzlich zum RE 1, wurden als RE 100 vermarktet und hielten nur auf den wichtigsten Unterwegsbahnhöfen.
Seit dem 13. Dezember 2015 verkehrten nur noch werktags drei Zugpaare, sonntags wurden zwei Zugpaare angeboten.
Eingesetzt wurden stets Nahverkehrstriebwagen der Baureihe 642 aus der Desiro-Classic-Familie von DB Regio Südost, welche für den Verkehr auf polnischem Gebiet ausgerüstet wurden. Dafür erhielten diese Triebwagen eine LED-Beleuchtung, ein zusätzliches Signalhorn und die entsprechenden Zugsicherungssysteme sowie polnischen Zugfunk.

## Bahnstrecken
Auf dem Weg zwischen Dresden Hbf und Wrocław Główny befuhr der Dresden-Wrocław-Express folgende Strecken:
- Bahnstrecke Děčín–Dresden-Neustadt (3,8 km zwischen Dresden Hbf und Dresden-Neustadt)
- Bahnstrecke Görlitz–Dresden (102,1 km zwischen Dresden-Neustadt und Görlitz)
- Bahnstrecke Węgliniec–Görlitz (28,6 km zwischen Görlitz und Węgliniec (Kohlfurt))
- Bahnstrecke Miłkowice–Jasień (61,5 km zwischen Węgliniec und Miłkowice (Arnsdorf))
- Bahnstrecke Berlin–Wrocław (74,6 km zwischen Miłkowice (Arnsdorf) und Wrocław Główny (Breslau Hbf))

Rund 270 Kilometer legte der RE 1 zwischen Dresden Hbf und Wrocław Główny (Breslau Hbf) zurück. Die fahrplanmäßige Reisezeit betrug seit dem Fahrplanwechsel im Dezember 2014 von Dresden nach Breslau 3 Stunden und 24 Minuten und in der Gegenrichtung 3 Stunden und 21 Minuten. Es ergibt sich daraus eine durchschnittliche Reisegeschwindigkeit von etwa 80 km/h. Seit der Wiederaufnahme des Verkehrs betrug die Fahrzeit zwischen 3:29 Stunden und 3:56 Stunden.